# Valo Urho
Valo Ilmari Urho (ur. 30 stycznia 1916 w Helsinkach, zm. 5 grudnia 2001 tamże) – fiński żeglarz, olimpijczyk.
Na regatach rozegranych podczas Letnich Igrzysk Olimpijskich 1948 wystąpił w klasie 6 metrów zajmując 9. pozycję. Załogę jachtu Raili tworzyli również Rote Hellström, Ernst Westerlund, Ragnar Jansson, Adolf Konto i Rolf Turkka.